# X-Men: primera generación
X-Men: primera generación (X-Men: First Class en inglés) es una película de superhéroes de 2011 dirigida por Matthew Vaughn y basada en los X-Men, personajes de la editorial Marvel Comics. Se trata de la quinta entrega de la serie fílmica de X-Men y precuela de la trilogía original.
La historia transcurre principalmente en 1962, durante la crisis de los misiles en Cuba, y se centra en la relación entre Charles Xavier (Profesor X) y Erik Lehnsherr (Magneto), y en el origen de sus respectivos grupos: los X-Men y la Hermandad de Mutantes. Estrenada en Estados Unidos el 3 de junio de 2011, la película está protagonizada por los actores James McAvoy y Michael Fassbender en los papeles de Xavier y Lehnsherr respectivamente. Completan el reparto Kevin Bacon, January Jones, Rose Byrne, Jennifer Lawrence, Zoë Kravitz, Nicholas Hoult, Jason Flemyng y Lucas Till.
La productora Lauren Shuler Donner fue quien primero pensó en una precuela sobre los jóvenes X-Men durante la producción de X-Men 2 y, posteriormente, el productor Simon Kinberg sugirió a 20th Century Fox la adaptación de la serie de cómics del mismo nombre, aunque la película no acabó siendo fiel al cómic. Bryan Singer, que había dirigido tanto X-Men como X-Men 2, se involucró en el proyecto en 2009, pero como productor y coguionista. Por su parte, Matthew Vaughn se encargó de la dirección del filme, así como de escribir la versión final del guion junto con su compañera Jane Goldman.
X-Men: primera generación comenzó su producción en agosto de 2010, concluyendo el rodaje en diciembre. Se hicieron grabaciones adicionales en abril de 2011 a solo unas pocas semanas del estreno en junio de ese año. El poco tiempo disponible supuso un desafío para las seis compañías responsables de la amplia cantidad de efectos visuales, que incluían escenarios generados por ordenador y dobles digitales de los actores. Entre las localizaciones se incluían Oxford, el desierto de Mojave y Georgia, mientras que el rodaje en plató se hizo tanto en los Pinewood Studios como en los estudios de 20th Century Fox en Los Ángeles. La ropa de la década de 1960 que aparece en el filme se inspiró en las películas de James Bond de la época. X-Men: primera generación recibió críticas positivas, siendo considerada como un resurgimiento de la franquicia bien escrito y original, así como un éxito en taquilla que ganó 353 millones de dólares en todo el mundo. En julio de 2014 se estrenó X-Men: días del futuro pasado, secuela de esta película así como de X-Men: The Last Stand que contará con Bryan Singer como director y con Matthew Vaughn como productor, pero acontecida antes de los hechos sucedidos en X-Men Origins: Wolverine.

## Argumento
En 1944, en un campo de exterminio nazi, el científico nazi Klaus Schmidt es testigo de que un joven Erik Lehnsherr dobla una reja de metal con su mente cuando lo están separando de su madre. En su oficina, Schmidt ordena a Lehnsherr que mueva una moneda sobre su escritorio, y mata a la madre del niño cuando Lehnsherr no pudo mover la moneda. En el dolor y la ira, el poder magnético de Lehnsherr se manifiesta, matando a dos guardias y destruyendo la habitación. Mientras tanto, en una mansión del condado de Westchester, Nueva York, el telépata infantil Charles Xavier conoce a la joven Raven que tiene el poder de transformarse, cuya forma natural es de piel azul y escamosa. Encantado de conocer a alguien "diferente", como él, la invita a vivir con su familia como su hermana adoptiva.
En 1962, Lehnsherr se encuentra en Ginebra, Suiza y está siguiendo a Schmidt, mientras que Xavier se gradúa de la Universidad de Oxford en Inglaterra. En Las Vegas, Nevada, la oficial de la CIA Moira MacTaggert sigue al Coronel Hendry del ejército de los EE. UU. hasta el Club Hellfire, donde ve a Schmidt (ahora conocido como Sebastian Shaw) con la sexy telépata mutante Emma Frost, el apuesto mutante que genera ciclones Riptide, y el mutante que se teletransporta Azazel. Amenazado por Shaw y teletransportado por Azazel a la Sala de Guerra Conjunta, Hendry aboga por el despliegue de misiles nucleares en Turquía. Shaw, un mutante que absorbe energía cuyos poderes han retrasado su envejecimiento, mata a Hendry más tarde en su yate privado.
MacTaggert, va en búsqueda del asesoramiento de Xavier sobre la mutación, él y Raven van con Moira a la CIA donde está el señor Stryker (padre de William Stryker) y convencen al director McCone de que existen los mutantes y Shaw es una amenaza. Otro agente de la CIA patrocina a los mutantes y los invita a la secreta "División X". MacTaggert y Xavier encuentran a Shaw en su yate junto a Emma y Riptide mientras Lehnsherr lo está atacando con las anclas después de que Emma lo arrojara al agua. Shaw, Emma y Riptide corren al submarino nuclear oculto bajo el yate y Xavier rescata a Lehnsherr de ahogarse, mientras Shaw se escapa. Xavier trae a Lehnsherr a la División X, donde se encuentran con el joven científico Hank McCoy, un mutante con pies prensiles, quien cree que el ADN de Raven puede proporcionar una "cura" para la apariencia de ellos dos. Xavier utiliza el dispositivo de localización de mutantes que McCoy nombró como Cerebro para buscar reclutas contra Shaw, viendo a una pequeña Ororo Munroe . Xavier y Lehnsherr reclutan a la estríper Angel Salvadore, al taxista Armando Muñoz, al prisionero del ejército Alex Summers y al fugitivo Sean Cassidy. Posteriormente se acercan a Wolverine en un bar, pero este último los rechaza y les dice que se marchen. Los jóvenes mutantes se inventan sus respectivos apodos después, Raven se hace llamar "Mystique", Muñoz es Darwin, Sean es Banshee, Angel se queda con su nombre artístico, Summers es Havok, Raven también nombra a Xavier como el Profesor X y a Lehnsherr como Magneto.
Cuando Emma Frost se reúne con un general soviético en la URSS, y usa sus poderes telepáticos para fingir que está teniendo una relación sexual con él, Xavier y Lehnsherr capturan a Emma, que está en su forma de diamante, Lehnsherr con un hierro casi le rompe el cuello y Emma vuelve a su forma humana, entonces Xavier entra a la mente de Emma y descubre que Shaw planea comenzar la Tercera Guerra Mundial y activar la mutación para la ascendencia de los mutantes, Xavier dice que la CIA querrá interrogarla, pero Emma le responde que lo duda, ya que tienen otras cosas de que preocuparse. Mientras tanto en las instalaciones de la CIA, Azazel, Riptide y Shaw atacan la División X, matando a todos los guardias a excepción de los mutantes, a quienes Shaw invita a unírseles. Solo Angel acepta pero Summers y Darwin toman represalias, Darwin trata de proteger a Angel mientras Summers le lanza rayos a Shaw pero Shaw contiene el ataque y mata a Darwin. En Moscú, Shaw obliga al general a que la URSS instale misiles en Cuba, asustado también por la aparición de Azazel, Angel y Riptide. Xavier, Lehnsherr y MacTaggert regresan a la División X y Summers les dice que Shaw mató a Darwin, Lehnsherr opina que pueden vengarlo y Xavier dice que deben entrenar así que Lehnsherr, Raven, MacTaggert, Summers, McCoy y Banshee se trasladan a la Mansión de Xavier en Westchester. Usando un casco que bloquea la telepatía, Shaw sigue a la flota soviética en un submarino para asegurarse de que los misiles rompan un bloqueo estadounidense. Banshee trata de volar con un traje de McCoy impulsándose con sus gritos, Summers práctica el lanzamiento de sus rayos, Raven hace pesas, McCoy alcanza una alta velocidad con sus pies y Lehnsherr, inspirado por un recuerdo de su madre mueve un gran satélite. El Presidente JFK da un discurso sobre la tensión de EE. UU. con la Unión Soviética mientras Shaw y Angel miran el discurso y brindan juntos.
Raven, pensando que McCoy se siente atraído por ella en su forma natural, le dice que no use la cura. Cuando más tarde intenta seducir a Lehnsherr tomando las formas de varias mujeres, Lehnsherr le dice que es hermosa como ella es, en su forma mutante natural. McCoy usa la cura en sí mismo pero esta se vuelve contraproducente, dándole piel y pelaje azul con un aspecto de león. Con McCoy pilotando, los mutantes y MacTaggert vuelan en el jet hasta la línea de bloqueo, donde Xavier usa su telepatía para hacer que un marinero soviético destruya el barco de su flota que lleva los misiles, Lehnsherr usa su poder magnético para levantar el submarino de Shaw del agua pero Riptide crea un tornado de agua haciendo que el jet y el submarino caigan en tierra. La batalla da comienzo. Summers ataca a Riptide pero Azazel se teletransporta con McCoy y Summers, Summers cae en la cubierta de un barco. Lehnsherr aplasta a Riptide con una parte del submarino y entra en él. Angel le escupe ácido a Summers pero Banshee empuja con un grito a Angel y Lehnsherr se encuentra con Shaw. Banshee transporta a Summers, Angel le escupe ácido a Banshee y los derriba pero Summers chamusca una de las alas de Angel. Azazel y McCoy pelean y Mystique convertida en Shaw distrae a Azazel entonces McCoy aprovecha la oportunidad y lo derrota. Durante la batalla, Lehnsherr se apodera del casco de Shaw, permitiendo que Xavier lo paralice. Lehnsherr se coloca el casco para bloquear la telepatía de Xavier y le menciona a Shaw mientras esta paralizado que comparte la misma visión exclusivista que tiene sobre los mutantes, sin embargo como éste asesinó a su madre, Erik decide consumir su venganza contra él y luego mata a Shaw, a pesar de las objeciones de Xavier, usando su magnetismo para hacer que la moneda nazi que recibió en su infancia atraviese el cráneo de Shaw, matándolo.
Temiendo a los mutantes, las flotas de ambas naciones disparan misiles contra ellos, pero Erik los detiene en pleno vuelo y se los regresa. En un intento de evitar que los misiles impacten en las flotas soviéticas y estadounidenses, Xavier se arroja sobre Erik y lucha con él, MacTaggert también intenta detener a Erik disparándole con una pistola, pero Erik desvía las balas y una de ellas accidentalmente impacta a Xavier en la columna vertebral. Lehnsherr se apresura a ayudar a Xavier y distraído, permite que los misiles caigan en el océano sin causar ningún daño a las flotas. A partir de sus puntos de vista diferentes sobre la relación entre los mutantes y los humanos, Lehnsherr se va con Angel, Azazel, Riptide y Mystique. Más tarde, Xavier queda confinado a una silla de ruedas y sus mutantes están en la mansión, donde tiene la intención de abrir una escuela, MacTaggert dice que son "X-Men" y promete nunca revelar su ubicación luego besa a Xavier; más tarde en un informe de la CIA ella dice que no tiene memoria de los acontecimientos recientes. En otra parte Lehnsherr junto a Mystique, Angel, Azazel y Riptide, ahora haciéndose llamar "Magneto", libera a Emma Frost del confinamiento.

## Reparto

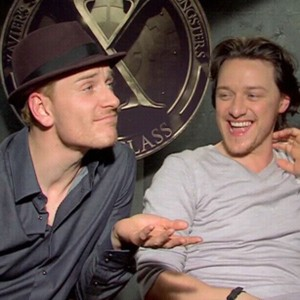
Los actores principales de la película, Michael Fassbender (izquierda) y James McAvoy (derecha) durante una entrevista.

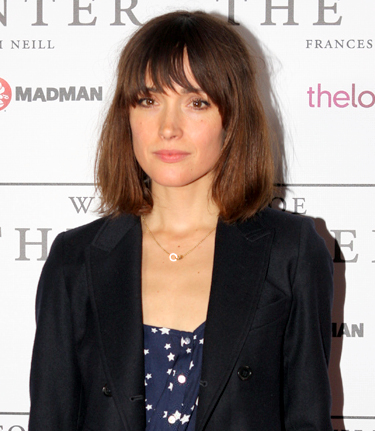
Mary Rose Byrne.

- James McAvoy como Charles Xavier / Profesor X:

Líder y fundador de los X-Men y mejor amigo de Magneto, hasta que los conflictos de opinión crean una rivalidad entre ellos y sus respectivos equipos. Xavier es uno de los telépatas más poderosos del mundo; puede leer mentes a larga distancia, colocar ideas en las mentes de otras personas y comunicarse mentalmente con otros humanos y mutantes. La máquina Cerebro amplifica el alcance de su poder y le permite encontrar a otros mutantes.
McAvoy fue la primera opción de Vaughn para interpretar a Xavier y, después de haber sido escogido, hizo audiciones con cada actor considerado para Magneto para comprobar si había química entre ellos. McAvoy afirmó que no había leído los cómics de pequeño, pero añadió que había sido fan de los dibujos animados de X-Men cuando tenía 10 años. Mientras que el actor describe al viejo Charles Xavier como «un monje... una fuerza desinteresada y casi asexuada por el bien de la humanidad y la moralidad»; para él, el joven Charles Xavier es una persona muy distinta «es bastante divertido porque es todo lo contrario, es un tipo egocéntrico e interesado en el sexo. Aunque no hay que exagerar, por supuesto que tiene ego». McAvoy admitió que veía similitudes entre Xavier-Magneto y Martin Luther King-Malcolm X, indicando que la película iba «de cómo se conocen en una época en la que aún están descubriendo quiénes son y de los acontecimientos que más les influyeron». McAvoy evitó imitar la interpretación de Patrick Stewart como Xavier, ya que Vaughn les dijo a él y a Michael Fassbender que solo tomaran la alusión a la vieja amistad entre Xavier y Magneto de las otras películas como inspiración. Vaughn declaró que desde que se dio cuenta de que el Profesor X era «un poco santurrón, un personaje aburrido y mojigato con un poder jodidamente grande», el guion haría al joven Xavier más interesante «haciéndolo más pícaro» pero llegando a ser más responsable conforme su misión de buscar mutantes avanzase.
Laurence Belcher interpretó al Charles Xavier de doce años.
- Michael Fassbender como Erik Lehnsherr / Magneto:[Nota 1]

Líder y fundador de la Hermandad de mutantes diabólicos y mejor amigo de Charles Xavier, hasta que los conflictos de opinión crean una rivalidad entre ellos y sus respectivos equipos. Lehnsherr posee la habilidad de manipular y crear campos electromagnéticos, lo que le da control absoluto sobre el metal.
Fassbender ya había hecho una audición para un proyecto anterior de Vaughn. El director se acordó de él y le envió el guion de la película. Aunque Fassbender conocía poco al equipo de superhéroes, se interesó en su papel después de leer el guion y familiarizarse con el Magneto de los cómics. Fassbender, para quien Lensherr era un personaje maquiavélico, ni bueno ni malo, revisó la actuación de Ian McKellen en la trilogía original para ponerse al tono de Magneto, pero en última instancia escogió «pintar un lienzo nuevo» con el personaje, «simplemente seguir mi propio camino y trabajar a partir de los cómics y el guion». Vaughn afirmó que Lensherr «es muy genial; él es Han Solo, mientras que el Profesor X es Obi-Wan Kenobi».
Bill Milner interpretó al joven Erik Lehnsherr.

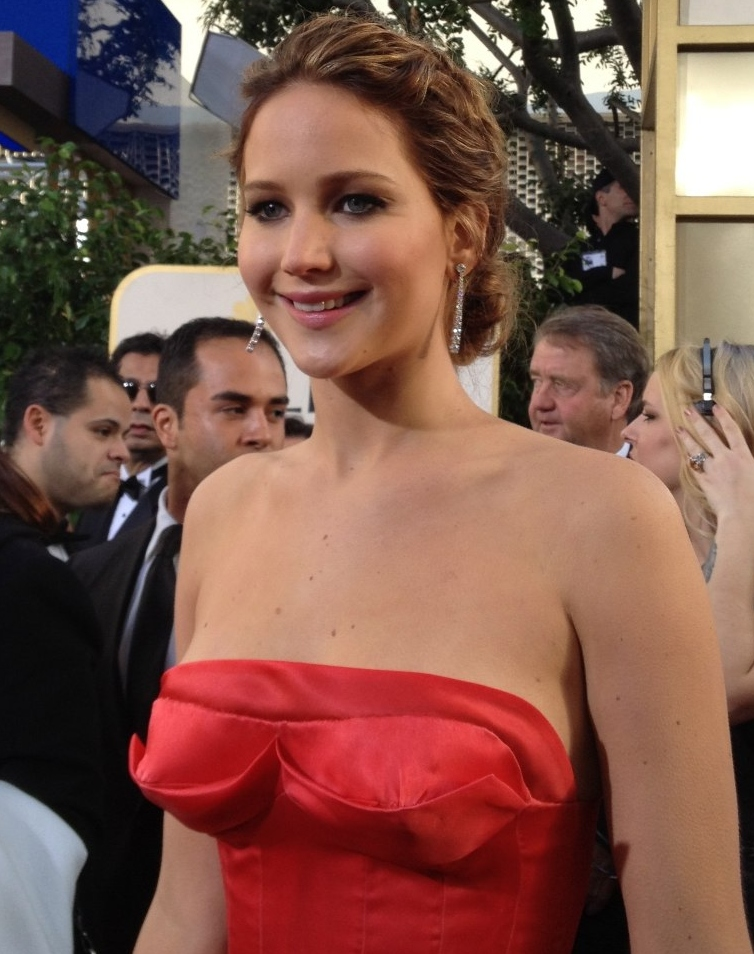
La actriz ganadora de un premio Óscar, Jennifer Lawrence, interpreta a la mutante Mystique.

- Jennifer Lawrence como Raven Darkhölme / Mystique / Mística:

Una mutante metamorfa y amiga de la infancia de Charles Xavier.
Después del drama Winter's Bone, Lawrence escogió X-Men: primera generación por hacer «algo un poco más ligero». A pesar de no haber visto antes ninguna de las películas de los X-Men, la actriz se convirtió en fan nada más verlas, lo que la llevó a aceptar el papel, además del hecho de poder trabajar con Vaughn, McAvoy y Fassbender. Vaughn afirmó que eligió a Lawrence porque «ella podía sacar adelante el reto de mostrar la dicotomía a la que se enfrenta Raven conforme se transforma en Mística; esa vulnerabilidad que esconde una poderosa fuerza interior». Lawrence tenía algunas dudas sobre su actuación debido a que Mystique había sido interpretada previamente por Rebecca Romijn, a quien Lawrence consideraba «la persona más preciosa del mundo», y sentía que sus interpretaciones eran totalmente opuestas; mientras que su propia Mystique era «dulce e inocente», la de Romijn era «sensual y mezquina». La actriz tuvo que seguir una dieta y ejercitarse dos horas diarias para mantenerse en forma. Para adoptar el aspecto azul de Mystique, Lawrence tenía que someterse a sesiones de maquillaje de ocho horas, de la misma forma que Romijn lo hacía en las películas anteriores.
Morgan Lily interpretó a la joven Raven. Para caracterizarse como el personaje, la actriz llevaba un body y maquillaje facial que solo tardaba una hora y media en aplicarse, ya que someter a una actriz tan joven a un maquillaje tan caro como el de Lawrence no era práctico. La propia Rebecca Romijn tiene un breve cameo sin acreditar interpretando a una adulta Mystique que Vaughn añadió como broma interna (en el guion decía que Raven «se transformaba en un viejo icono sexual de la época como Brigitte Bardot o Marilyn Monroe»).
- January Jones como Emma Frost:

Una mutante telépata, miembro del Club Fuego Infernal, que puede convertir su cuerpo en diamante.
Antes de contratar a Jones, la revista Variety señaló que los rumores apuntaban a que Alice Eve había sido escogida para interpretar a Emma Frost. Jones aceptó el papel por hacer algo distinto a su trabajo en la serie de televisión Mad Men. Cuando descubrió que, al igual que la serie, la película estaba ambientada en los años 60, la actriz consideró que «[Frost] está tan, tan lejos de Betty y de Mad Men, que aunque la historia transcurra en la misma década, no parece una película de época». Jones afirmó que la vestimenta tan sugerente del personaje era descabellada. La actriz señaló que solo hizo una pequeña rutina de ejercicios para mantenerse en forma, porque «soy una mujer menuda, por eso no quería someterme a un ejercicio estricto y a un régimen de adelgazamiento».
- Kevin Bacon como Sebastian Shaw:

Antiguo científico nazi y líder del Club Fuego Infernal, una sociedad secreta empeñada en dominar al mundo. Shaw es un mutante capaz de absorber y redirigir la energía cinética.
La productora Lauren Shuler Donner dijo que pensaron en Bacon para el papel de Shaw por ser un actor que podía interpretar a un villano «con diferentes matices, que no siempre esté claro que sea el malo». Vaughn añadió que Bacon «tenía la fanfarronería que Shaw necesitaba», a la vez que expresaba que el actor era su primera opción junto con Colin Firth. Bacon aceptó el papel ya que era fan de otra película de Vaughn, Kick-Ass, y le gustaba tanto el personaje de Shaw como el guion, el cual fue descrito por el actor como «una mirada fresca sobre la franquicia, pero también sobre las adaptaciones de cómics al cine». Para el actor, Shaw era un sociópata a quien «la moralidad del mundo no se le aplicaba». El productor Simon Kinberg comentó que Bacon lo interpretaba como «alguien que se cree a sí mismo el héroe de la película». Bacon también dijo que «además de darle un aire malvado, le di un matiz a lo Hugh Hefner». Vaughn desechó el aspecto que tiene Shaw en los cómics para que no pareciese «un villano de Austin Powers».

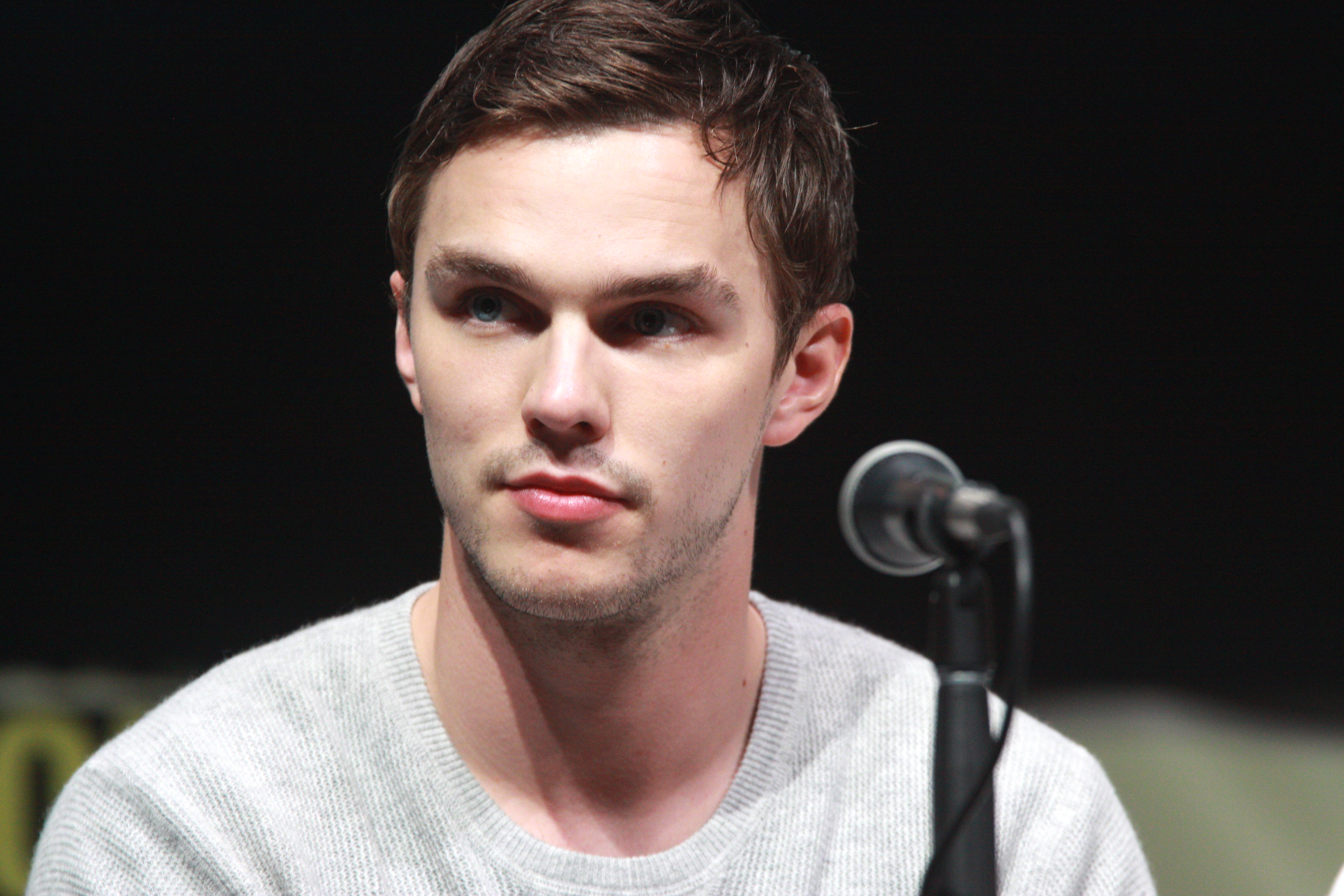
El actor Nicholas Hoult, interpreta a la mutante Hank McCoy / Bestia.

- Nicholas Hoult como Hank McCoy / Bestia:

Un joven científico de corazón noble que se transforma en un mutante de temible aspecto en un intento de encontrar la cura de su mutación.
En un principio se contrató al actor de Broadway Benjamin Walker para interpretar a Bestia, pero este rechazó el papel para protagonizar el musical Bloody Bloody Andrew Jackson. Hoult fue escogido por ser «dulce pero capaz de ser feroz» y tenía que someterse a sesiones de cuatro horas de maquillaje para interpretar a Hank transformado en Bestia. El proceso de maquillaje incluía una máscara, lentes de contacto, un traje de músculos peludo y una dentadura postiza. Como Vaughn quería que Bestia tuviese un aspecto más feroz que la versión que Kelsey Grammer interpretó en X-Men: The Last Stand, se hicieron varias pruebas para el rediseño que intentaban hacer que Bestia tuviese un cuerpo peludo, sin parecerse a ningún animal en concreto, pero conservando rasgos de Hoult.  El traje que usaron estaba hecho de piel de zorro teñida.
- Rose Byrne como Moira MacTaggert:

Una agente de la CIA amiga de Xavier y Lehnsherr.
Byrne afirmó que no estaba familiarizada ni con los cómics ni con las películas de los X-Men. La actriz fue contratada tarde, cuando ya había comenzado la producción de la película. Byrne describió a MacTaggert como «una mujer en un mundo de hombres, luchadora y ambiciosa -ya sabes, tiene una dureza que me gustaba».
- Zoë Kravitz como Angel Salvadore:

Una mutante con alas de libélula y saliva ácida.
El equipo de maquillaje tardaba cuatro horas en tatuar las alas de Angel en Kravitz y el equipo de efectos especiales tenía que borrar el tatuaje en caso de que la escena requiriese que Angel luciese las alas generadas por ordenador. Para simular el vuelo, Kravitz se subía a elevadas plataformas. También la colgaban de cables, a veces sujetos a un helicóptero para permitir distintos ángulos de cámara.
- Lucas Till como Alex Summers / Havok / Kaos:

Un mutante que tiene la capacidad de absorber energía solar que luego puede lanzar en forma de rayos desde su cuerpo. Los productores contaron a Till que su audición servía tanto para Havok como para Bestia a lo que el actor contestó que a pesar de su sueño de interpretar un superhéroe: «sé que me matarán, pero si obtengo el papel de Bestia no voy a estar en la película. No voy a ir a través de ese maquillaje cada día [sic]».
- Jason Flemyng como Azazel:

Un miembro del Club Fuego Infernal con la habilidad de teletransportarse.
Flemyng, que había sido candidato para interpretar a Bestia en X-Men: The Last Stand, llegó a afirmar, tras su papel de Calibos en Furia de titanes, que no quería más personajes que requiriesen un intenso maquillaje, pero hizo una excepción para Azazel porque le gustaba trabajar con Vaughn. Debido a la ambientación del filme en la Guerra Fría, Flemyng intentó insinuar que Azazel es ruso y así explicar parcialmente su placer al matar a agentes de la CIA. El actor pasó ocho semanas entrenándose para luchar, especialmente con espadas. Además, tenía que someterse a un proceso de maquillaje de cuatro horas, el cual, como el de Mystique fue diseñado por el estudio Spectral Motion. Este proceso no incluía la cola de Azazel, que fue generada por ordenador. Shuler Donner afirmó que los problemas con el color rojo en la piel de Azazel —«a ratos parecía el diablo, a ratos un hombre con pintura roja»— se solucionaron añadiendo cicatrices que lo hicieran más humano, ojos más brillantes que los de Flemyng y una melena de pelo negro.
- Álex González como Janos Quested / Riptide / Marea:

Un mutante con la habilidad de crear poderosos torbellinos de viento.
X-Men: primera generación fue la primera película de habla inglesa del actor español Álex González, quien hizo el casting mientras daba clases de inglés en Londres. González disfrutó interpretando a un villano ya que la mayoría de sus papeles en España eran de «tipos buenos». El actor comparó la personalidad de Riptide con un huracán: su educación y respetabilidad podían desaparecer de repente para realizar feroces ataques. En una entrevista, González afirmó: «Cuando veo un huracán desde lejos está calmado. Lo único que puedo ver es una especie de tubo. Pero en su interior, de cerca, es realmente peligroso».
- Caleb Landry Jones como Sean Cassidy / Banshee:

Un mutante con la capacidad de generar potentes gritos ultrasónicos, estallidos sónicos y ondas sonoras. Este poder, usado en conjunto con un traje especial con membranas en los brazos, le permite planear y volar.
Jones hizo la audición sin saber para qué personaje de X-Men era. Hizo el casting porque era un superhéroe que encajaba con su aspecto físico: «Soy pelirrojo y pecoso, nunca seré Batman, Robin o Spider-Man». El actor también declaró que el guion definía al personaje más que los cómics, puesto que Banshee fue reinventado varias veces en estos. Dado que Banshee comienza una relación con MacTaggert en los cómics, Jones también intentó «mirarla tan solo un poquito diferente, ya sabes, siempre que podía». Como Jones sufre de acrofobia, necesitó mucho tiempo de preparación con el equipo de especialistas para usar la plataforma y, de este modo, simular el vuelo de Banshee.
- Oliver Platt como Hombre de negro:

Un agente de la CIA y líder de División X, una agencia del gobierno que trabaja con los X-Men. Vaughn había pensado en su amigo Dexter Fletcher para el papel, pero el estudio pensó que ya había demasiados actores británicos en el elenco.
- Ray Wise como el secretario de Estado:[30]

Vaughn afirmó que dio papeles menores tanto a Platt como a Wise porque: «creo que los actores con una frase son tan importantes como los que tienen miles. Recordar al público que está viendo una película conlleva un mal reparto. Así que, si puedo lograr que los espectadores se evadan contratando a grandes actores para papeles pequeños, lo haré».
- Edi Gathegi como Armando Muñoz / Darwin:

Un mutante con el poder de la evolución reactiva.
Gathegi se interesó por un papel en las películas de los X-Men tras ver X-Men 2 y anteriormente había hecho el casting para el Agente Zero en X-Men Origins: Wolverine. Durante la audición de X-Men: primera generación, leyó las frases de Banshee y no se enteró de que interpretaría a Darwin hasta unos pocos días antes de la grabación. Gathegi hizo ejercicio y siguió una dieta para ponerse en forma. También investigó en los cómics sobre su personaje. Todas las transformaciones de Darwin —cuando le salen branquias o cuando su piel se transforma en hormigón— fueron hechas mediante gráficos por ordenador, mediante un doble digital de Gathegi.
- Hugh Jackman como James "Logan" Howlett / Wolverine / Lobezno (cameo):

Mutante con capacidad regenerativa, así como esqueleto y garras de adamantium.
Hugh Jackman retomó su papel como Wolverine en un cameo sin acreditar en el que aparece en un bar rechazando la petición de Xavier y Lensherr de unirse a ellos. Jackman dijo que aceptó la oferta de aparecer porque «me sonaba perfecto», sobre todo por el hecho de que Wolverine era el único personaje que decía una palabrota. El cameo llevó unas ocho tomas durante un rodaje de dos horas en el plató de los estudios de 20th Century Fox en Los Ángeles.
- Elizabeth Wright como Ororo Munroe / Tormenta (cameo):

Es otro de los personajes que hace un cameo sin acreditar. Se la puede ver como una niña cuando Charles Xavier usa por primera vez el dispositivo Cerebro para encontrar y reclutar mutantes.
- Annabelle Wallis como Amy:

Una joven con heterocromía con la que Xavier coquetea en un bar.
- Don Creech como el Sr. William Stryker:

Un agente de la CIA padre del coronel William Stryker, antagonista de X-Men 2, X-Men Origins: Wolverine y X-Men: días del futuro pasado.
- Glenn Morshower como el coronel Robert Hendry.

- Matt Craven como John McCone, director de la CIA.

- Rade Šerbedžija como general Armivolkoff.

- Michael Ironside como capitán de la Armada de los Estados Unidos.

- James Remar como general estadounidense.

- Brendan Fehr como oficial de comunicaciones.

- Aleksander Krupa como capitán de la Armada rusa.

James Remar; Brendan Fehr; Demetri Goritsas; Ludger Pistor; Alejandro Krupa; y Sasha Pieterse también interpretaron pequeños papeles en esta película.

### Doblaje
Doblaje al español de la película.
| Intérpretes        | Personaje                   | Doblaje español   |
| ------------------ | --------------------------- | ----------------- |
| James McAvoy       | Charles Xavier / Profesor X | Juan Logar Jr.    |
| Michael Fassbender | Erik Lehnsherr / Magneto    | Iñaki Crespo      |
| Jennifer Lawrence  | Raven Darkholme / Mística   | Adelaida López    |
| January Jones      | Emma Frost                  | Beatriz Berciano  |
| Kevin Bacon        | Sebastian Shaw              | Luis Reina        |
| Nicholas Hoult     | Hank McCoy / Bestia         | Jesús Pinillos    |
| Rose Byrne         | Moira MacTaggert            | Pilar Martín      |
| Zoë Kravitz        | Angel Salvadore             | Ana Esther Alborg |
| Lucas Till         | Alex Summers / Havok / Kaos | Adrián Viador     |
| Jason Flemyng      | Azazel                      | Eduardo Gutiérrez |
| Caleb Landry Jones | Sean Cassidy / Banshee      | Alejandro Méndez  |
| Edi Gathegi        | Armando Muñoz / Darwin      | Álex Saudinós     |
| Annabelle Wallis   | Amy                         | Cristina Yuste    |
| Don Creech         | William Stryker Sr          | Luis Porcar       |

## Errores de continuidad
X-Men: primera generación fue probablemente la película con mayores errores de la franquicia, de hecho en 2011 fue clasificada por Movie Mistakes como la película con más errores del año. Hay varios errores técnicos así como históricos en relación con la época en la que está ambientada, pero la mayoría de los errores son fallos de continuidad argumental en el universo cinematográfico de los X-Men en comparación con las anteriores películas que también tuvieron fallos de continuidad aunque en menor medida.
En esta película Charles Xavier y Magneto se conocen ya de adultos, esto se contradice con lo que le contó Charles Xavier a Wolverine cuando le mostró la Mansión X por primera vez en X-Men de 2000. Allí Xavier le dice a Wolverine que conoció a Magneto cuando tenía 17 años de edad. Otro de los aspectos novedosos de la película de Matthew Vaughn es que nos muestra cómo se formaron los X-Men. Los primeros miembros, según la trama, fueron Mystique, Magneto, Bestia y los mutantes que Xavier localizó con el dispositivo Cerebro (Havok y Banshee). Estos hechos también se contradicen con la conversación que Xavier tuvo con Wolverine en la película estrenada en el 2000 ya que Charles Xavier le dijo a Wolverine que sus primeros estudiantes fueron “Cíclope, Tormenta y Jean”.
La historia de esta película trascurre durante la crisis de los misiles en Cuba (1962) es decir 2 décadas antes de los sucesos de X-Men origins: Wolverine. En X-Men: primera generación aparece Emma Frost pero en X-Men origins: Wolverine ambientada 20 años después, se vio a Emma Frost mucho más joven interpretada por Tahyna Tozzi. Este error se debe a que en X-Men: primera generación seleccionaron a una actriz 9 años mayor que Tozzi para el papel.
Moira MacTaggert es otro de los personajes cuya edad se contradice, pero a diferencia de Emma Frost que rejuvenece 20 años después, Moira MacTaggert se mantiene siempre joven pues en esta película aparece como una mujer de unos 30 años, pero en X-Men: The Last Stand de 2006 cuya trama principal está ambientada 4 décadas después, Moira hace cameos en algunas escenas donde se sigue viendo como una joven mujer de unos 30 años a pesar de que ella no es una mutante con un factor curativo que retrase su envejecimiento como Wolverine.
En la película, la historia muestra el comienzo de la amistad entre el Profesor X y Magneto antes de separarse. Eventualmente su amistad termina en el conflicto final, donde se supone que debían detener a Shaw para evitar una guerra mundial, pero Magneto decide declararles la guerra a los humanos luego de que los barcos americanos y soviéticos les dispararon misiles a los mutantes por temor. Esto generó una pelea entre los dos, donde intervino Moira MacTaggert y le dispara a Magneto intentando detenerlo pero Magneto desvía las balas haciendo que una le dé en la columna a Charles Xavier quien queda parapléjico. Sin embargo en X-Men origins: Wolverine estrenada en 2009 y ambientada casi 20 años después, Charles Xavier (interpretado por Patrick Stewart) se baja caminado sin problemas de un helicóptero. Y en el comienzo de X-Men: The Last Stand se ve una escena retrospectiva ambientada poco más de 20 años posteriores a los sucesos de X-Men: primera generación, donde Xavier (también interpretado por Patrick Stewart) llega conduciendo en auto a la casa de los padres de Jean Grey y se baja caminando hasta la puerta de la casa para conocer a la pequeña Jean.

## Producción

### Desarrollo
En diciembre de 2004, 20th Century Fox contrató a Sheldon Turner para redactar el borrador de un spin-off de las películas de los X-Men. El guionista eligió escribir Magneto, concibiéndolo como una mezcla entre El pianista y X-Men. En abril de 2007, David S. Goyer fue contratado para dirigir la película. Turner contó que la historia se ambientaba entre 1939 y 1955, y contaba como Magneto intentaba sobrevivir en Auschwitz. Conocía a Xavier, un joven soldado, durante la liberación del campo. Magneto daba caza a los criminales de guerra nazis que lo habían torturado y su deseo de venganza los convertía a él y a Xavier en enemigos.
En mayo de 2006, Ian McKellen dijo que retomaría su papel de Magneto usando el lifting digital que ya se usó en él para el prólogo de X-Men: The Last Stand. Lauren Shuler Donner afirmó que la película necesitaría a McKellen para anclar la historia, que se narraría por medio de flashbacks. Con Goyer contratado en 2007, los personajes serían interpretados por actores jóvenes. En julio de 2008, McKellen reiteró su deseo de abrir y cerrar el filme.
Estaba planeado rodar la película en Australia de cara a un lanzamiento en 2009, pero el proyecto se retrasó debido a la huelga de guionistas en Hollywood de 2007-2008. En junio de 2008, se confirmó que, tanto la primera película sobre Wolverine como la de Magneto, llevarían el prefijo X-Men orígenes:; y esta última estaba esperando luz verde para ser filmada en Washington D. C.. En diciembre de 2008, Goyer dijo que el rodaje empezaría si X-Men Origins: Wolverine tenía éxito. La historia de la película se cambió al año 1962. En esta nueva trama, Xavier y Magneto combatirían juntos contra un villano.

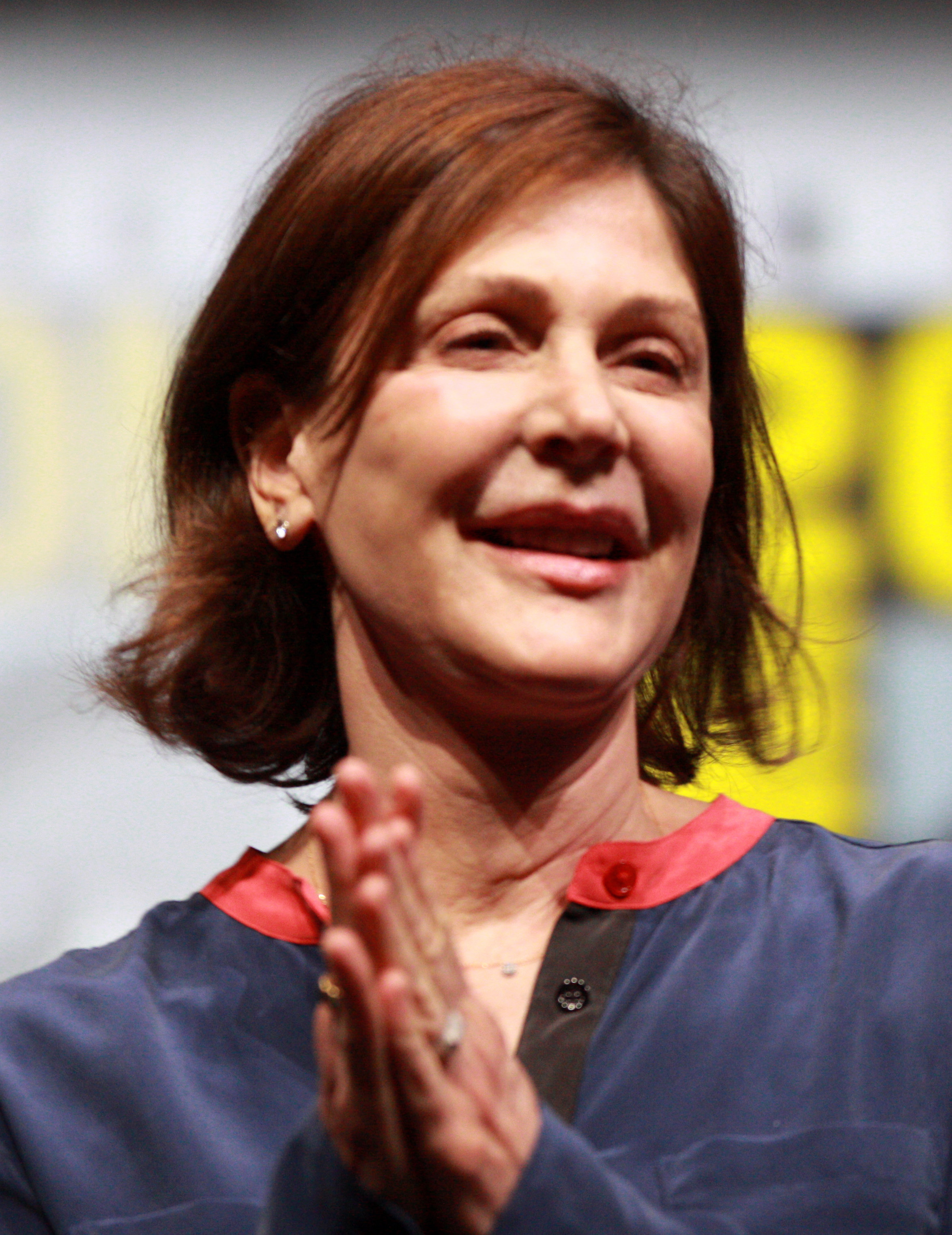
La productora de X-Men: primera generación, Lauren Shuler Donner, fue quien primero pensó en hacer una precuela sobre los jóvenes X-Men.

Durante la producción de X-Men 2, la productora Lauren Shuler Donner había tratado con el equipo la idea de una película centrada en los jóvenes X-Men, que fue recibida con aprobación. El concepto fue reavivado durante la producción de X-Men: The Last Stand. Zak Penn, uno de los guionistas de X-Men: The Last Stand, fue contratado para escribir y dirigir esta precuela, pero esta idea fue rechazada más tarde. Penn explicó en 2007: «La idea original era que yo hiciera un spin-off de los jóvenes personajes de los X-Men. Pero a alguien se le ocurrió una idea bastante interesante [...] fue ese tipo que trabajó mucho conmigo en X-Men: The Last Stand, Mike Chamoy. Se acercó con una forma de hacer una película sobre los jóvenes X-Men que no es lo que los demás se esperaban». En mayo de 2008, Josh Schwartz se unió al proyecto junto con Lauren Shuler Donner y Simon Kinberg. Dos meses más tarde, en julio de 2008, Fox presentó el título de la película: X-Men: First Class.
Como el productor Simon Kinberg había leído la serie de historietas X-Men: First Class, sugirió al estudio 20th Century Fox que la adaptase. Kinberg, sin embargo, no quería ser demasiado fiel al cómic, pues sentía que «no era lo suficientemente original en términos narrativos» y se parecía demasiado a Crepúsculo y a las películas de John Hughes. Además, los productores querían una adaptación que introdujese personajes nuevos. Tanto Kinberg como Shuler Donner dijeron que querían personajes con aspecto y poderes totalmente nuevos y que se compenetrasen, incluso aunque no coincidiesen en los cómics. Shuler Donner afirmó más tarde que la idea original era dar luz verde a X-Men: primera generación dependiendo del éxito de X-Men Origins: Magneto.
En 2008, Josh Schwartz fue contratado para escribir el guion, al mismo tiempo que rechazaba la oferta de dirigir la película. En diciembre de 2009, Bryan Singer firmó un contrato para dirigir el filme, regresando a la serie que empezó con X-Men y X-Men 2. Singer declaró sobre la película: «Son los años de formación de Xavier y Magneto, así como de la fundación de la Escuela [para Jóvenes Superdotados].[...] Habrá muchos nuevos mutantes y un gran villano». Schwartz afirmó más tarde que Singer descartó su trabajo porque «quería hacer un tipo de película muy distinto». En su lugar, el director escribió su propio tratamiento, el cual fue desarrollado en un nuevo guion por Jamie Moss.
En octubre de 2009, Ian McKellen confirmó que, debido a su edad, no retomaría su papel de Magneto para la película X-Men Origins: Magneto. Días más tarde, Shuler Donner declaró que quizás nunca se llegase a rodar dicha película. Donner también dijo que «el estudio tiene muchas historias potenciales y hay que mantener la distancia y decidir cuál hacer. Y Magneto, creo, está al final de la lista. Quizás se haga en cinco años ¿Quién sabe?». Tanto Donner como Bryan Singer han afirmado que Magneto probablemente no llegue a producirse, ya que la trama de X-Men: primera generación se solapa con la historia del mencionado filme. Singer negó haber usado el guion de Sheldon Turner para Magneto como inspiración de su borrador de X-Men: primera generación, pero el arbitraje del Gremio de Escritores de América todavía acredita a Turner para la historia del filme, mientras que las colaboraciones de Moss y Schwartz acabaron sin acreditar. Singer ambientó la película en un periodo en el que Xavier y Magneto tienen veintitantos años y, viendo que el filme iba a transcurrir en la década de los 60, añadió la Crisis de los misiles en Cuba como trasfondo, considerando que sería interesante «tratar un concepto contemporáneo en un contexto histórico». Por su parte, Shuler Donner sugirió el Club Fuego Infernal como antagonista.
Además de Moss, se contrató a Ashley Edward Miller y a Zack Stentz para reescribir el guion. Miller comparó el tono del mismo con el trabajo de Singer en las dos primeras películas de los X-Men. La pareja de guionistas centró el filme en la relación entre Xavier y Magneto y escribió los demás personajes y tramas según «como encajaran en la tensión entre Erik y Charles». Singer abandonó la dirección de la película en marzo de 2010 debido a su compromiso para dirigir Jack the Giant Slayer, pero en su lugar ocupó el puesto de productor de X-Men: primera generación.
Los productores pensaron en varios candidatos a director, pero al principio no consideraron a Matthew Vaughn porque empezó a trabajar en X-Men: The Last Stand antes de retirarse del proyecto. Después de ver la satírica película de superhéroes Kick-Ass, dirigida por Vaughn, Kinberg decidió contactar con este para ver si estaría interesado en X-Men: primera generación. Cuando Fox ofreció a Vaughn «la oportunidad de reiniciar X-Men y dejar su sello en ella» al principio pensó que el estudio estaba bromeando, pero aceptó después de descubrir que la película iba a estar ambientada en los años 60. El director manifestó que X-Men: primera generación era la oportunidad de combinar muchos de sus proyectos soñados: «Estuve en misa y repicando, conseguí hacer una película de los X-Men a lo Bond y un thriller político como los de Frankenheimer al mismo tiempo». En mayo de 2010, Fox confirmó que Vaughn dirigiría la película y anunció que se estrenaría el 3 de junio de 2011. Vaughn también reescribió el guion con su compañera de escritura, Jane Goldman, añadiendo nuevos personajes y cambiando tramas y dinámicas. Por ejemplo, eliminaron la idea de un triángulo amoroso entre Xavier, Magneto y Moira MacTaggert. También descartaron el personaje de Sunspot ya que el director pensaba que «no teníamos ni el tiempo ni el dinero suficiente» para hacer que el personaje funcionase. Vaughn y Goldman pensaron en incluir menciones al Movimiento por los derechos civiles, pero al final el director creyó que «ya había suficientes subtramas políticas en la película». Vaughn manifestó que su mayor preocupación era, por un lado, hacer creíble la amistad entre Erik y Charles dada la corta duración de una película y, por otro, cómo construir el personaje de Magneto - «Shaw era el villano, pero estás viendo todas las características de Shaw apareciendo en Magneto». También se desechó una escena de acción ambientada en un sueño con habitaciones que giraban después del lanzamiento de Inception.
Vaughn afirmó que los negocios inacabados con Marvel, pues había estado previamente involucrado en la producción de X-Men: The Last Stand y de Thor, le motivaron en el proceso de escritura. El director declaró que estaba más entusiasmado con X-Men: primera generación que con X-Men: The Last Stand, dado que no estaba constreñido por las entregas previas y tenía la oportunidad de empezar de cero, mientras hacía referencias a los elementos de éxito de esas películas. Vaughn comparó X-Men: primera generación con Batman Begins, que reinició una franquicia con un nuevo enfoque, y con Star Trek, la película de 2009 que homenajeaba a la fuente original mientras tomaba una nueva dirección con un nuevo y joven reparto. Con respecto a la continuidad, Vaughn dijo que su intención era «hacer una película tan buena que pueda sostenerse sobre sus propios pies independientemente de las otras» y también que pudiera «reiniciar y comenzar toda una nueva franquicia de los X-Men». Goldman añadió que la película era una especie de historia alternativa de los X-Men diciendo que, a pesar de reiniciar la saga, los escritores no querían ir totalmente «en contra del canon de la trilogía de X-Men» comparándolo con las varias aproximaciones que el cómic tuvo en más de cincuenta años de publicación.
La película también rescata un concepto central de los cómics, el hecho de que la radiación es una de las causas de la mutación genética en el universo ficticio de X-Men, incorporándolo en la trama y resucitando un concepto que había dejado de usarse en los últimos años, dado que los escritores de cómics habían atribuido más recientemente el fenómeno de la mutación principalmente a la evolución y a la selección natural.

### Casting
Antes de que Rose Byrne obtuviera el papel de Moira MacTaggert, se había seleccionado a otra actriz para el papel, pero debido a que la actriz original renunció a estar en la película cuando la producción llevaba dos meses de empezar, se contrató a Byrne para preservar al personaje de Moira MacTaggert. La actriz Alice Eve mantuvo negociaciones para el personaje de Emma Frost, pero al final el papel fue interpretado por January Jones. En un principio, el actor Benjamin Walker iba a interpretar el papel de Bestia, sin embargo, abandonó la película para protagonizar el musical de Broadway Bloody Bloody Andrew Jackson. Otros papeles que se habían anunciado; eran los de Cíclope y Tormenta, los cuales, iban a ser interpretados por Josh Hutcherson y Meagan Good respectivamente, pero al final, se anunció que los personajes de Cíclope y Tormenta, serían reemplazados por los de Havok y Angel. También, anteriormente, se le había ofrecido a la cantante Britney Spears el papel de Mystique, pero debido a su agenda discográfica ocupada, rechazo el papel, por ello fue obtenido por Jennifer Lawrence. Otro candidato que finalmente no apareció fue Taylor Lautner a quien se le había ofrecido interpretar a un Wolverine joven, que mantuvo conversaciones al respecto con Bryan Singer, productor de la película y amigo suyo.

### Rodaje

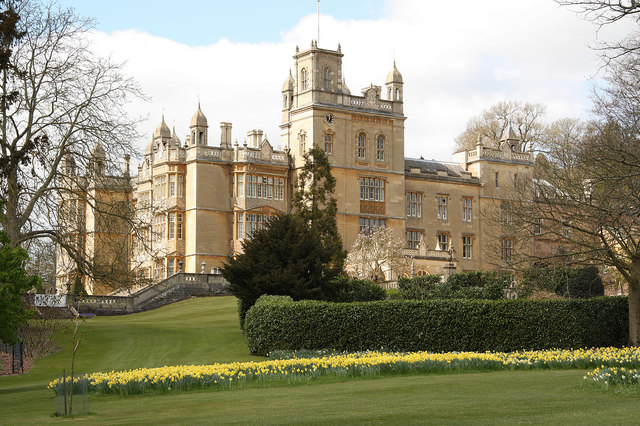
La Englefield House sirvió como la Mansión X en la película.

El rodaje de la película comenzó el 31 de agosto de 2010 en Oxford (Reino Unido), donde el equipo estuvo dos días trabajando. Entre las localizaciones de la ciudad británica que se usaron en la película están la calle St Aldate's y algunos de los edificios de la Universidad de Oxford. Después, la producción se trasladó a los Pinewood Studios, en Iver Heath. En octubre, el rodaje prosiguió en Georgia (Estados Unidos), incluyendo lugares como Tybee Island, Thunderbolt y Savannah. Otras localizaciones también consideradas pero que no se emplearon fueron Luisiana, Carolina del Norte y Míchigan Oeste. Jekyll Island fue elegida en lugar de Tybee Island después de que un productor revisara las localizaciones en Google Earth y pensase que el agua de la primera era más azul. Se plantaron palmeras en la arena de la isla para que pareciese una playa tropical pero el frío provocó que muchas de ellas se volviesen marrones o se muriesen, por lo que fue necesaria una significativa corrección de color digital por parte del equipo de efectos visuales. También se grabó en localizaciones en Rusia. Una secuencia de la película transcurre en la ciudad costera argentina de Villa Gesell, pero fue rodada en Villa La Angostura, en la provincia de Neuquén. También sirvieron como localizaciones Washington D. C., el desierto de Mojave y los estudios de sonido de Fox en Los Ángeles. La Englefield House, en Berkshire, sirvió como la Mansión X y su decoración interior se adaptó para parecerse a la que luce dicha mansión en las anteriores películas. Tanto el submarino como el X-Jet se construyeron en sets hidráulicos que podían moverse para simular el desplazamiento de los vehículos. El rodaje acabó en diciembre, pero se siguieron haciendo grabaciones hasta abril de 2011, dejando solo tres-cuatro semanas para la posproducción antes del estreno programado en junio. El ceñido calendario para cumplir con la fecha de estreno llevó a Vaughn a declarar que «nunca había trabajado con tanta presión de tiempo». La producción de la película costó aproximadamente 160 millones de dólares sin contar exenciones de impuestos, y siendo su coste final de 140 millones de dólares.
La ambientación en los años 60 de X-Men: primera generación se inspiró, en el aspecto tecnológico, en las películas de James Bond de la época. Kinberg dijo que la saga de Bond fue una gran influencia puesto que esta «hizo un buen trabajo representando el periodo, de una forma potente y orientada a la acción» y Vaughn añadió que Magneto fue su intento de recrear el James Bond de Sean Connery y su personalidad «jodida, encantadora, implacable y dulce». El director dijo que su meta fue «transmitir la sensación de una película de Bond de los 60 pero con un poco de realismo donde apoyarse. Quería que fuese saliendo a la luz una pizca de ese mundo de mutantes. Un mutante con poderes en esa época tendría que ser el equivalente de ti o de mí intentando estornudar lo más disimuladamente posible».

## Música
La banda sonora del filme ha sido compuesta por Henry Jackman y consta de 20 pistas.

Toda la música compuesta por Henry Jackman. 
| N.º | Título                     | Letras | Música | Duración |  |
| 1.  | «First Class»              |        |        | 3:20     |  |
| 2.  | «Pain and Anger»           |        |        | 2:58     |  |
| 3.  | «Would You Date Me?»       |        |        | 1:44     |  |
| 4.  | «Not That Sort of Bank»    |        |        | 3:27     |  |
| 5.  | «Frankenstein's Monster»   |        |        | 3:03     |  |
| 6.  | «What Am I Thinking»       |        |        | 2:10     |  |
| 7.  | «Cerebro»                  |        |        | 2:23     |  |
| 8.  | «Mobilise for Russia»      |        |        | 1:18     |  |
| 9.  | «Rise Up to Rule»          |        |        | 5:56     |  |
| 10. | «Cold War»                 |        |        | 3:20     |  |
| 11. | «X-Training»               |        |        | 4:27     |  |
| 12. | «Rage and Serenity»        |        |        | 2:06     |  |
| 13. | «To Beast or Not to Beast» |        |        | 4:47     |  |
| 14. | «True Colors»              |        |        | 1:51     |  |
| 15. | «Let Battle Commence»      |        |        | 4:45     |  |
| 16. | «Sub Lift»                 |        |        | 2:19     |  |
| 17. | «Coup d'etat»              |        |        | 2:15     |  |
| 18. | «Mutant and Proud»         |        |        | 3:28     |  |
| 19. | «X-Men»                    |        |        | 2:59     |  |
| 20. | «Magneto»                  |        |        | 1:53     |  |

En los créditos finales de la película se usa el tema «Love Love» de la banda británica de pop Take That.

## Recepción
El sitio web Rotten Tomatoes le da un 87%, con una calificación de 7,4/10, sobre la base de una suma de 244 reseñas donde afirma que "con un guion fuerte, dirección elegante y poderosas actuaciones de su elenco bien redondeado, X-Men: First Class es un bienvenido retorno a formar para la franquicia". En el portal IMDb y Metacritic se le otorga una calificación de 7,8/10.

## Secuela
Fox concibió X-Men: First Class como la primera película de una nueva trilogía. Bryan Singer, a través de su cuenta en la red social Twitter, anunció una nueva película para 2016: X-Men: Apocalipsis. Pocos días después, en una entrevista con Empire, la describió como «más una secuela de Primera generación», aunque acontecida tras X-Men: días del futuro pasado. La revista Entertainment Weekly confirmó con 20th Century Fox que su estreno está programado para el 27 de mayo de dicho año.